# اپتیموس (ربات)

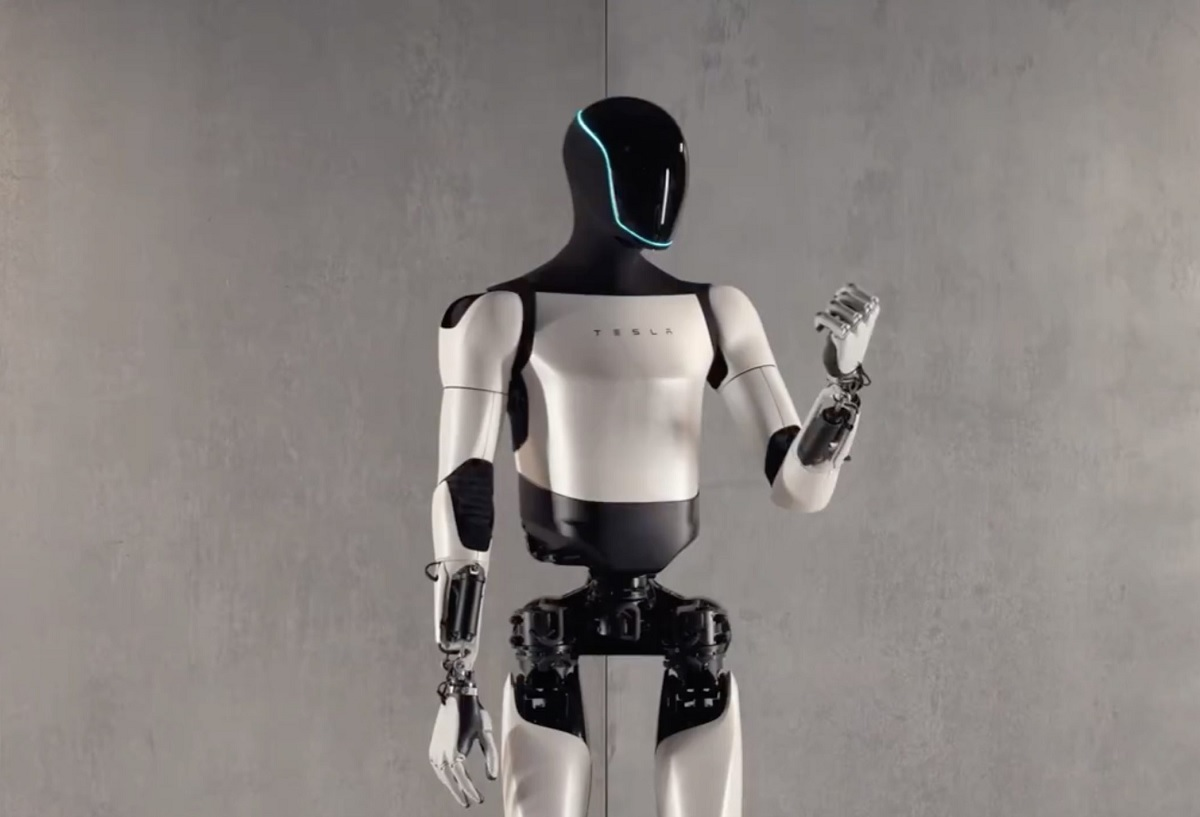
تصویری از نسل دوم ربات اپتیموس

ربات تسلا یا ربات هایی که در شرکت تسلا ساخته شده اند (به انگلیسی: Tesla Bot) که با اسم رمز اپتیموس (به انگلیسی: Optimus) شناخته می‌شود؛ طرحی برای ساخت رباتی انسان‌نما در آینده است که توسط شرکت تسلا طراحی و برنامه‌ریزی شده‌است. این طرح در ۱۹ اوت ۲۰۲۱ در مراسم روز هوش مصنوعی رونمایی شد. ایلان ماسک مدیر عامل شرکت تسلا در این مراسم ادعا کرد که اولین نمونه از این ربات در سال ۲۰۲۲ ساخته خواهد شد.

## مشخصات
ربات تسلا طبق ادعای مطرح شده در مراسم روز هوش مصنوعی ۱۷۳ سانتی‌متر (۵٫۸ اینچ) قد و ۵۷ کیلوگرم (۱۲۵ پوند) وزن خواهد داشت. طبق این طرح ربات تسلا توسط همان سیستم راننده خودکار که تسلا برای سیستم‌های پیشرفته کمک راننده مورد استفاده در خودروهای خود توسعه می‌دهد کنترل می‌شود. هدف از ساخت این ربات انجام کارهای خطرناک، خسته‌کننده و تکراری است.

## واکنش‌ها
بلافاصله پس از مراسم روز هوش مصنوعی، بسیاری از نشریات با بیان شک و تردید نسبت به محصول پیشنهادی واکنش نشان دادند.
ورج نوشت «تاریخ تسلا مملو از ایده‌های خیال‌انگیزی است که هرگز به نتیجه نرسیدند… هرکسی میتوند حدس بزند که آیا ربات تسلا روشنایی روز را خواهد دید.»
واشینگتن پست در متنی مشابه نوشت «تسلا سابقه اغراق در زمان و امیدواری بیش از حد برای رونمایی از محصولات و سرمایه‌گذاری دارد.»
یورونیوز با استدلالی مشابه نوشت «ایلان ماسک قبل از این نیز وعده‌های مشابهی را اعلام کرده بود، با این حال شماری از آن‌ها هنوز محقق نشده‌اند. برای مثال در سال ۲۰۱۹ وی گفته بود تسلا در سال ۲۰۲۰ «یک میلیون ربات-تاکسی» خودران در جاده‌ها خواهد داشت. این در حالی است که هنوز این خودروها نتوانسته‌اند به صورت عمومی عرضه شوند.»

## نسل دوم ربات اپتیموس
در ۱۳ دسامبر ۲۰۲۳ ایلان ماسک از نسل دوم ربات اپتیموس رونمایی کرد.

## مشخصات نسل دوم ربات اپتیموس
نسل دوم ربات Optimus ظاهری ظریف‌تر دارد و ۳۰ درصد سریع‌تر از نسل اولش راه می‌رود. افزایش سرعت با کاهش وزن ۱۰ کیلوگرمی، بهبود هندسه پاها، مفصل‌های جدید انگشتان پا و چند پیشرفت‌ فنی دیگر امکان‌پذیر شده است.